# سلبریتی کروزس
سلبریتی کروزس (انگلیسی: Celebrity Cruises) شرکت گردشگری آمریکایی است، که در سال ۱۹۸۸ تأسیس شد.